# روز كوزينز
روز كوزينز هي مغنية ومغنية مؤلفة وموسيقية كندية، ولدت في 21 أبريل 1977 في جزيرة الأمير إدوارد في كندا.

## وصلات خارجية
- الموقع الرسمي
- روز كوزينز على موقع ميوزك برينز (الإنجليزية)
- روز كوزينز على موقع أول ميوزيك (الإنجليزية)
- روز كوزينز على موقع ديسكوغز (الإنجليزية)